# Olivia (cantante 1971)
Olivia Cinquemani, conosciuta anche come Olivia o Donna Olivia (Caltanissetta, 5 gennaio 1971), è una cantante e attrice italiana.
Inizia la propria attività di cantante in Sicilia e decide di trasferirsi a Milano all'età di 19 anni. Dopo alcuni anni di attività professionale nei club viene selezionata per il ruolo di Maria Maddalena dalla compagnia Teatro Della Munizione di Messina. 
Partecipa al Festival di Sanremo 1996 e 1997 rispettivamente con Sottovoce e Quando viene sera.
È stata Maria Maddalena nella versione italiana del musical Jesus Christ Superstar ed Evita nella rappresentazione del musical a lei ispirato.